# 谢朗 (北部省)
谢朗（法語：Chéreng，法語發音：[ʃeʁɑ̃]）是法国上法蘭西大區北部省的一个市镇，属于里尔区和里尔欧洲都会区。

## 地理
谢朗（50°36'40"N, 3°12'17"E）面积4.18 平方千米，位于法国上法蘭西大區北部省，该省份为法国最北部的省份及最长的省份，西北濒北海，西接加来海峡省，南至埃纳省和索姆省，东与比利时接壤。
与谢朗接壤的市镇（或旧市镇、城区）包括：特雷桑、威廉、昂斯坦、拜雪、格吕松。
谢朗的时区为UTC+01:00、UTC+02:00（夏令时）。

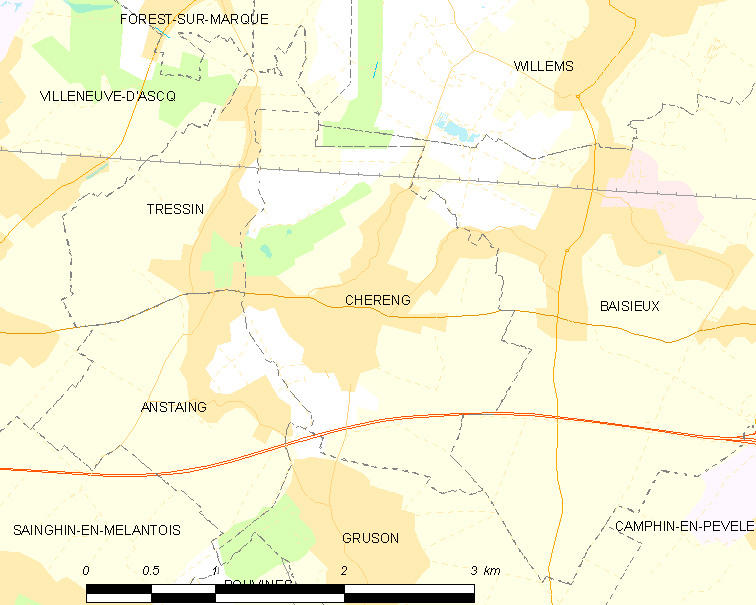
谢朗的OSM定位图

## 行政
谢朗的邮政编码为59152，INSEE市镇编码为59146。

## 政治
谢朗所属的省级选区为佩韦勒地区唐普勒沃县。

## 人口

1962-2008年间谢朗人口变化图示

谢朗于2022年1月1日时的人口数量为3040人。